# 磯風 (磯風型駆逐艦)
|                  | |
| 艦歴             | |
| 計画             | 1915年度 |
| 起工             | 1916年4月5日 |
| 進水             | 1916年10月5日 |
| 就役             | 1917年2月28日 |
| 除籍             | 1935年4月1日 |
| 性能諸元（計画） | |
| 排水量           | 基準：公表値 1,105トン 常備：1,227トン |
| 全長             | 全長：326 ft 6 in (99.52 m) 水線長：317 ft 0 in (96.62 m) 垂線間長：310 ft 0 in (94.49 m)                                                   |
| 全幅             | 28 ft 0 in (8.53 m) または 8.52m |
| 吃水             | 9 ft 3+1⁄2 in (2.83 m) |
| 深さ             | 18 ft 5 in (5.61 m) |
| 推進             | 3軸 x 750rpm 直径6 ft 6 in (1.98 m)、ピッチ6 ft 2 in (1.88 m)(磯風)                                                                         |
| 機関             | 主機：パーソンズ式直結タービン(高圧低圧低圧、減速ギア連結巡航タービン2基)1組 出力：27,000馬力 ボイラー：ロ号艦本式缶 重油専焼3基、同混焼2基 |
| 速力             | 34.0ノット |
| 燃料             | 重油297トン、石炭147トン または 重油220トン、石炭220トン                                                                                    |
| 航続距離         | 2,800カイリ / 14ノット または 3,360カイリ / 14ノット                                                                                        |
| 乗員             | 竣工時定員 145名 |
| 兵装             | 40口径安式12cm単装砲 4門 三年式機砲 2挺 四四式18インチ(45cm)連装発射管 3基6門 魚雷12本                                                      |
| 搭載艇           | 4隻 |
| 備考             | ※トンは英トン |

磯風（いそかぜ）は、日本海軍の駆逐艦。日本海軍の正式な類別は一等駆逐艦天津風型2番艦。磯風型駆逐艦1番艦とされることもある。同名艦に陽炎型駆逐艦の「磯風」があるため、こちらは「磯風 (初代)」や「磯風I」などと表記される。

## 艦歴
1915年（大正4年）7月10日、一旦「時津風」と命名後、同年8月25日に「磯風」と改名。呉海軍工廠において1916年（大正5年）4月5日起工、同年10月5日進水（天津風と同日）、1917年（大正6年）2月28日竣工。
1935年（昭和10年）4月1日、除籍。

## 艦長
※『日本海軍史』第9巻・第10巻の「将官履歴」及び『官報』に基づく。
艤装員長
- 柘植道二 少佐：1916年10月27日 - 1917年1月10日
- （兼）柘植道二 少佐：1917年1月10日 - 3月5日

駆逐艦長
- 柘植道二 少佐：1917年1月10日 - 12月1日[16]
- 岩村兼言 少佐：1917年12月1日 - 1919年4月1日
- （心得）岩村兼言 少佐：1919年4月1日 - 12月1日
- （心得）北川保橘 少佐：1919年12月1日[17] - 1920年7月19日[18]
- （兼）山崎圭二 中佐：1920年7月19日[18] - 10月2日[19]
- （心得）江口穀治 少佐：1920年10月2日[19] - 12月1日[20]
- 江口穀治 中佐：1920年12月1日[20] - 1921年6月17日[21]
- （心得）高鍋三吉 少佐：1921年6月17日[21] - 9月10日[22]
- （心得）生島賢二 少佐：1921年9月10日[22] - 12月1日[23]
- （心得）石川哲四郎 少佐：1921年12月1日 - 1922年12月1日
- （心得）村田章一 少佐：1922年12月1日[24] - 1923年12月1日[25]
- 村田章一 中佐：1923年12月1日[25] - 1924年12月1日[26]
- 西川速水 中佐：1924年12月1日[26] - 1925年6月29日[27]
- 石橋三郎 少佐：1925年6月29日[27] - 12月15日[28]
- 志賀忠一 少佐：1925年12月15日[28] - 1926年11月1日[29]
- 杉本嘉多雄 中佐：1926年11月1日[29] - 1927年11月1日[30]
- 須賀彦次郎 少佐：1927年11月1日 - 1928年5月10日[31]
- 浜屋七平 少佐：1928年5月10日[31] - 1929年11月1日[32]
- 板垣盛 少佐：1929年11月1日 - 1930年12月1日
- 島崎利雄 少佐：1930年12月1日 - 1931年7月16日
- 古木百蔵 少佐：1931年7月16日[33] - 1932年2月6日[34]
- （兼）大山豊次郎 少佐：1932年2月6日[34] -